# Jon Daly
Jonathan Marvin „Jon“ Daly (* 8. Januar 1983 in Dublin) ist ein ehemaliger irischer Fußballspieler und aktueller ‑trainer.

## Karriere

### Als Spieler
Jon Daly wurde im Jahr 1983 in Dublin, der Hauptstadt Irlands geboren. Im Jahr 1998 kam Daly nach England, um für Stockport County zu spielen. Nach sechs Spielzeiten, in denen der Stürmer über einhundert Pflichtspiele absolviert hatte, verließ er den Verein in Richtung Hartlepool United. Während seiner Zeit bei Stockport wurde er 2004 kurzzeitig an den FC Bury und Grimsby Town verliehen. In Bury spielte Daly im Jahr 2006 wiederholt per Leihe. Im Januar 2007 wechselte Daly ablösefrei zu Dundee United nach Schottland. Mit dem Verein gewann Daly 2010 den Schottischen Pokal im Finale gegen Ross County.
Im Mai 2013 unterschrieb Daly einen Zweijahresvertrag bei den Glasgow Rangers. Im ersten Jahr der Vereinszugehörigkeit gewann er mit der Mannschaft die Scottish League One 2013/14, mit 20 Treffern wurde Daly vor seinem Sturmpartner Lee McCulloch zugleich bester Torschütze der Rangers. Im Finale um den Scottish League Challenge Cup 2013/14 unterlag er mit den Teddy Bears überraschend den Raith Rovers. Nach zwei Spielzeiten in Glasgow, in denen er in 50 Ligaspielen 21 Tore erzielen konnte, wechselte er im August 2015 zu den Raith Rovers.

### Als Trainer
Am 22. Mai 2023 wurde er zum Cheftrainer von St Patrick’s Athletic ernannt. Er war zuvor schon als Co-Trainer und Interimstrainer aktiv. Am 7. Mai 2024 wurde er entlassen. Am 23. Mai 2024 übernahm er den Tabellenletzten der Premier Division Dundalk FC. Nach dem Abstieg aus der 1. irischen Liga verließ er den Verein am Saisonende wieder.

## Erfolge
mit Dundee United:
- Schottischer Pokalsieger: 2009/10

mit den Glasgow Rangers:
- Scottish League One: 2013/14